# Double Trouble (группа)
Double Trouble (Дабл Трабл) — американская музыкальная группа, наиболее известная в качестве ритм-секции (ритм-группы) певца и гитариста Стива Рея Вона.
Возникла группа в 1978 году, когда из группы Triple Threat, в которой Стиви Рей Вон был гитаристом, ушла вокалистка Лу Энн Бартон. Вон взял обязанности вокалиста на себя, и три оставшихся в группе музыканта — он, бас-гитарист Джеки Ньюхаус и ударник Крис (Виппер) Лейтон — переименовались в Double Trouble (по одноимённой песне Отиса Раша). В 1980 году в группу пришёл бас-гитарист Томми Шеннон, научившийся играть блюз учеником у Джонни Винтера. В 1983 году увидел свет дебютный альбом Вона Texas Flood. Издан он был от имени коллектива Steve Ray Vaughan and Double Trouble — Шеннон и Лейтон на нём Вону аккомпанировали и продолжали быть его аккомпанирующей группой вплоть до его гибели в 1990 году.
В 2015 году группа Стив Рей Вон (посмертно) и группа Double Trouble были приняты в Зал славы рок-н-ролла.

## Дискография
Со Стиви Реем Воном
- См. статью «Stevie Ray Vaughan discography» в англ. разделе.

После смерти Вона
- Been a Long Time (2001)